# Éloa, ou la Sœur des anges
Éloa, ou La Sœur des Anges (dt.: „Eloa, oder die Schwester der Engel“) ist ein mystisches, episches Gedicht aus dem Jahr 1824 zu einem biblischen Thema, welches den Grundstein für den Ruhm von Alfred de Vigny legte, eines französischen Dichters und Schriftstellers der romantischen Schule. Die Handlung ist eine Geschichte über einen gefallenen Engel, der von menschlichem Leid durchdrungen ist – die Verherrlichung idealer Engel mit menschlichen Gefühlen war damals ein Modethema.

## Charakteristiken des Autors
Der vorherrschende Ton in Alfred de Vignys Werken in den Jahren 1822–1829 war Traurigkeit, byronische Enttäuschung, das Bewusstsein für die Einsamkeit „hoher Seelen“ inmitten einer Menschheit, die sie nicht verstand, und stellte Selbstaufopferung und ideale Liebe als Ideal dar. De Vigny beschäftigte sich, wie alle Dichter seiner Zeit, mit dem Gedanken an den Himmel, in dem er nach Erinnerungen an seine göttliche Herkunft zu suchen schien; wie andere Dichter gönnt er den gefallenen Engeln kein Mitgefühl.

## Handlung
Eloa  ist ein reiner Cherub, geboren aus „den Tränen Christi über dem Grab des Lazarus“. Jemand flüsterte ihr vom Leiden gefallener Engel zu – und sie sehnte sich danach, Freude in das düstere Leben der vom Himmel abgelehnten Geschöpfe zu bringen. Ihre unerklärliche Melancholie und das in ihr aufsteigende irdische Gefühl werden mit großer Schönheit dargestellt.
Eloa wandert gedankenverloren durch die wolkigen Sphären, findet sich im Dämonenreich wieder und sieht den Geist des Bösen. Der Schmerz auf dessen Gesicht zieht sie an und sie sagt ihm Worte des Mitgefühls und der Liebe. Für einen Moment ist er berührt und fast bereit zu bereuen, doch die Wut überkommt ihn und mit bewusst verräterischen Flüchen fesselt er Eloa, die beschließt, ihm in die ihr unbekannten Gefilde zu folgen. Erst im Fallen offenbart er ihr seinen Namen Luzifer.

## Interpretation
Lucretia Gruber argumentiert, dass das Gedicht originell ist, da es das Weibliche zum Göttlichen erhebt. In der christlichen Tradition wurde das Weibliche oft negativ wahrgenommen – zum Beispiel ist es eine Frau, Eva, die den Sündenfall des Menschen verursacht – und Engel werden oft als männlich gedeutet. Vigny schuf in seinem Gedicht eine Engelsfrau, die sich aufmacht, Luzifer zu erlösen und das Böse aus der Welt zu verbannen, und beschrieb seinen Himmel als von weiblichen und männlichen Engeln bevölkert.
Das Gedicht gilt als Vorbild für den Roman Der Dämon des russischen Dichters Michail Jurjewitsch Lermontow.